# Мхоно
Мхоно (англ. Mkh'Ono) — одна з місцевих громад, що розташована в районі Цгутінг, Лесото. Населення місцевої громади у 2006 році становило 9 840 осіб.